# Tracoma
Il tracoma (dal greco antico "occhio ruvido") è un'infezione batterica della congiuntiva e della cornea, causata da Chlamydia trachomatis, un batterio gram negativo intracellulare obbligato. Questi batteri possono essere trasmessi dagli occhi o dal naso di una persona infetta per contatto sia diretto che indiretto, tramite vestiti o insetti che sono stati a contatto con gli occhi o il naso di una persona infetta.

## Diffusione
A trasferire i batteri di occhio in occhio sono insetti come mosche e moscerini, specialmente in aree con igiene carente e scarsità di acqua potabile. Tra i fattori indiretti vi sono mancanza d'acqua, assenza di bagni, povertà in genere, abbondanza di insetti, prossimità al bestiame e sovrappopolazione. Il tracoma si trasmette più facilmente all'interno delle famiglie a causa della scarsa igiene infantile. È endemico nelle regioni più povere del Nordafrica, Medio Oriente, subcontinente indiano, Australia e Sud-est asiatico e colpisce in particolar modo i bambini tra i tre e i cinque anni.
Secondo l'Organizzazione mondiale della sanità, nel mondo sono stati infettati oltre 150 milioni di bambini che rischiano di diventare completamente ciechi.

## Sintomi e decorso
I primi sintomi sono arrossamento, fotosensibilità, forti bruciori, lacrimazione e gonfiore delle palpebre. In poche settimane i follicoli congiuntivali si infiammano e i vasi capillari invadono la cornea.
Durante il decorso della malattia la rima palpebrale si rivolta verso l'interno della palpebra (entropion), e si ha anche l'inversione delle ciglia (trichiasi). Queste ultime creano per sfregamento lesioni alla cornea via via sempre più gravi e cicatrici che causano distorsione visiva. Questo è molto doloroso e conduce progressivamente alla completa cecità, un handicap particolarmente grave in paesi in via di sviluppo, poiché compromette notevolmente la possibilità di lavorare e di provvedere al proprio sostentamento.

## Diagnosi
L'esame microscopico delle lesioni congiuntivali mostra le cellule del batterio; inoltre, si ha una reazione polimorfonucleata (neutrofili) nel plasma e nelle cellule della cornea.

## Trattamento
Il trattamento d'elezione è l'azitromicina, (classe dei macrolidi) dose singola orale di 20 mg/kg; oppure si può applicare per 3-4 settimane una pomata oftalmica a base di doxiciclina (una tetraciclina). Nei casi di gravidanza inferiore ai sei mesi o bambini allergici, si somministra per via sistemica eritromicina (classe dei macrolidi) o sulfamidici. La terapia chirurgica è riservata agli stadi più avanzati della malattia.

## Prevenzione
La prevenzione consiste nel miglioramento delle condizioni igieniche delle popolazioni colpite, nell'accesso all'acqua pulita e nella lotta contro gli insetti vettori. L'igiene di per sé non è sufficiente, ma è utile se unita ad altre misure, come, ad esempio, evitare contatti diretti tra individui infetti e quelli sani. 
Il tracoma si contrasta anche trattando con antibiotici gruppi di persone suscettibili alla malattia perché particolarmente diffusa nella zona. 

## Epidemiologia
Nel 2008 risultavano infetti tra 40 e 80 milioni di persone, e tra 1,3 e 8 milioni avevano una cecità permanente dovuta al tracoma. La malattia è comune in più di 50 paesi in tutto il mondo. In molte comunità sono più colpiti i bambini e le donne, a causa del loro contatto più stretto con i bambini. Circa 110 milioni di persone vivono in aree endemiche e necessitano di cure, altri 210 milioni risiedono in aree di sospetto tracoma endemico.
Il Ghana, il Messico, l'Arabia Saudita, l'Iran, il Marocco e l'Oman dichiarano di aver eliminato la malattia dal territorio nazionale. L'Australia è l'unico paese sviluppato ad avere ancora casi di tracoma endemico che porta alla cecità; nel 2008 il tracoma risultava endemico in metà delle comunità più remote della nazione.